# ブラゾリア郡 (テキサス州)
ブラゾリア郡（ブラゾリアぐん、英: Brazoria County、発音:"brah-Zor-ee-ah"）は、アメリカ合衆国テキサス州の南東部、メキシコ湾岸に位置する郡である。地元で南東テキサスと呼ばれる地域では最南部にある。またテキサス海岸湾曲部にも入っている。人口は37万2031人（2020年）。郡庁所在地はアングルトンであり、同郡で人口最大の都市はペアランドである。郡名は近くのブラゾス郡と同様に、ブラゾス川に由来する。郡内にはテキサス共和国の最初の首都だったベラスコがある。1821年にアメリカ合衆国から移民してきたオールド・スリーハンドレッドのイギリス系テキサスでは最初の開拓地だった。
ブラゾリア郡はヒューストン・シュガーランド・ベイタウン大都市圏に属している。

## 歴史
ブラゾリア郡は近くにあるブラゾス郡と同様に郡内を流れるブラゾス川からその名前が採られた。1821年、スティーブン・オースティンが認めたアメリカ人開拓者300人の第1陣がブラゾス川下降に到着し、この地域でイギリス系アメリカ人のテキサスが始まった。テキサス革命に繋がる多くの出来事がブラゾリア郡で起こった。ブラゾリアはメキシコ政府から別の自治地区として組織化されており、テキサスが独立した1836年には最初の郡の1つとなった。
スティーブン・オースティンが当初埋葬された場所は、ウェストコロンビアの町にあるガルフ・プレーリー教会墓地だった。その遺骸は1910年に掘り出され、州都オースティンに移葬された。革命以前にはウェストコロンビアの町がテキサスの最初の首都になっていた。
アメリカ合衆国下院議員で、2008年には大統領候補者になったロン・ポールが郡内のレイクジャクソンに住んでいる。ヒューストン大都市圏に属しているので、田園部と郊外の両方の性格をもっている。

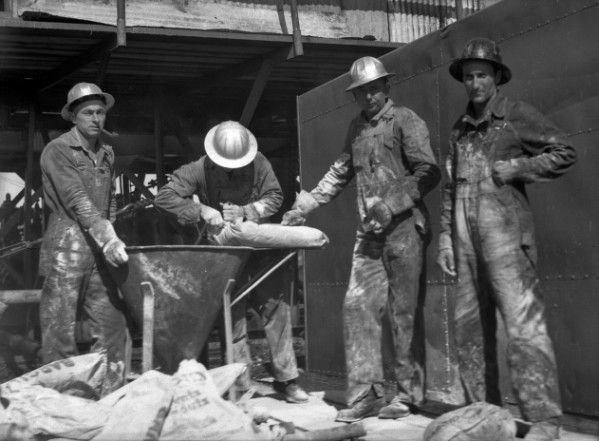
テキサスの油田で働く労働者

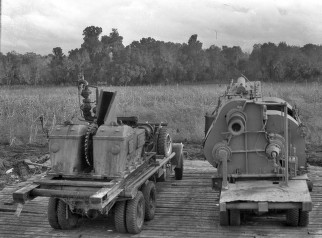
田園部のトラクター

## 地理
アメリカ合衆国国勢調査局に拠れば、郡域全面積は1,597平方マイル (4,136.2 km2)であり、このうち陸地1,386平方マイル (3,589.7 km2)、水域は211平方マイル (546.5 km2)で水域率は13.2％である。

### 主要高規格道路
- テキサス州道6号線
- テキサス州道35号線
- テキサス州道36号線
- テキサス州道288号線

### 隣接する郡
- ハリス郡 - 北
- ガルベストン郡 - 北東
- マタゴルダ郡 - 南西
- ワートン郡 - 西
- フォートベンド郡 - 北西

### 国立保護地域
- ブラゾリア国立野生生物保護区
- サンバーナード国立野生生物保護区（部分）

## 人口動態
以下は2000年の国勢調査による人口統計データである。
| 基礎データ - 人口: 241,767人 - 世帯数: 81,954 世帯 - 家族数: 63,104 家族 - 人口密度: 67人/km2（174人/mi2） - 住居数: 90,628軒 - 住居密度: 25軒/km2（65軒/mi2） 人種別人口構成 - 白人: 77.09% - アフリカン・アメリカン: 8.50% - ネイティブ・アメリカン: 0.53% - アジア人: 2.00% - 太平洋諸島系: 0.03% - その他の人種: 9.63% - 混血: 2.22% - ヒスパニック・ラテン系: 22.78% 先祖による人口構成 - ドイツ系：12.1％ - アメリカ人：11.2％ - イギリス系：7.2％ 言語による人口構成 - 英語：79.0％ - スペイン語：18.1％ 年齢別人口構成 - 18歳未満: 28.6% - 18-24歳: 8.6% - 25-44歳: 32.4% - 45-64歳: 21.5% - 65歳以上: 8.8% - 年齢の中央値: 34歳 - 性比（女性100人あたり男性の人口） - 総人口: 107.0 - 18歳以上: 107.4 | 世帯と家族（対世帯数） - 18歳未満の子供がいる: 40.8% - 結婚・同居している夫婦: 62.2% - 未婚・離婚・死別女性が世帯主: 10.4% - 非家族世帯: 23.0% - 単身世帯: 19.1% - 65歳以上の老人1人暮らし: 6.4% - 平均構成人数 - 世帯: 2.82人 - 家族: 3.23人 収入と家計 - 収入の中央値 - 世帯: 48,632米ドル - 家族: 55,282米ドル - 性別 - 男性: 42,193米ドル - 女性: 27,728米ドル - 人口1人あたり収入: 20,021米ドル - 貧困線以下 - 対人口: 10.2% - 対家族数: 8.1% - 18歳未満: 12.6% - 65歳以上: 8.7% |

2010年の国勢調査では、人口 313,166人、人種別では非ヒスパニック白人 53.22％、黒人 12.06％、インディアン 0.57％、アジア系 5.50％、太平洋諸島系 0.03％、非ヒスパニックのその他人種 0.15％、混血 2.63％となっている。ヒスパニック系は 27.67％である。

## 政府の機関

### 郡の機関
ブラゾリア郡拘置所が、アングルトン市の北、郡中央の未編入領域郡道45号線3602にある。

### 州の機関

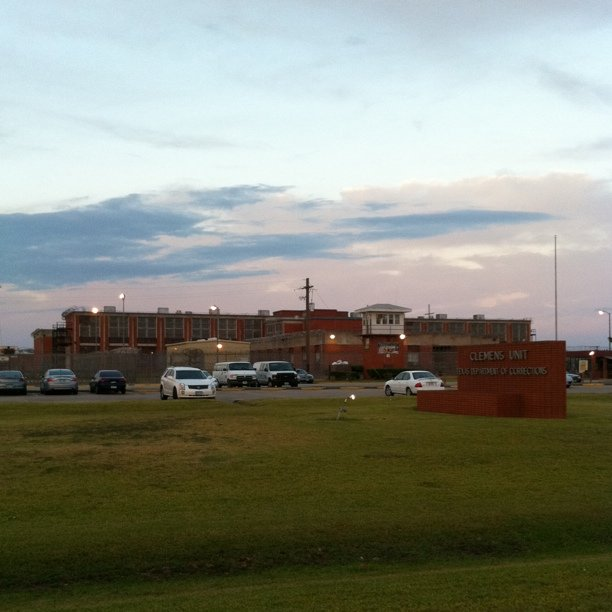
クレメンス刑務所

テキサス州刑事司法省が郡内未編入領域に6つの男性用刑務所と第3地区事務所を運営している。2007年時点で 1,495人の常勤矯正担当官がいる。1995年時点で、ウォーカー郡に次いでテキサス州では2番目に刑務所の多い郡になっている。2003年、6つの刑務所で 2,572人が雇用されていた。

## 都市と町
| - アルビン - アングルトン - 郡庁所在地 - ブラゾリア - ブルックサイドビレッジ - クルート - ダンベリー |  | - フリーポート - レイクジャクソン - リバプール - マンベル - オイスタークリーク - ペアランド |  | - リッチウッド - サンディポイント - サーフサイドビーチ - スウィーニー - ウェストコロンビア |

### 町
- ホリディレイクス
- クインタラ

### 村
- ベイリーズプレーリー
- ブーニー
- ヒルクレスト
- アイオワコロニー
- ジョーンズクリーク

### 国勢調査指定地域
- デイモン
- ワイルドピーチビレッジ

### 未編入の町
| - アムスターダム - アンカー - チェナンゴ - チャイナグローブ - チョコリトバイユー |  | - ダンシガー - イーストコロンビア - イングリッシュ - オールドオーシャン - オティ |  | - ロシャロン - スナイプ - シルバーレイク - タートルコーブ - マクベス |

## 教育
ブラゾリア郡の公共教育は下記の独立教育学区が管轄している。
- アルビン独立教育学区
- アングルトン独立教育学区
- ブラゾポート独立教育学区
- コロンビア・ブラゾリア独立教育学区
- ダンベリー独立教育学区
- デイモン独立教育学区
- ペアランド独立教育学区
- スウィーニー独立教育学区

高等教育機関としては、アルビン・コミュニティカレッジとブラゾポート・カレッジがある。
ブラゾリア郡図書館システムの支所が、アルビン、アングルトン、ブラゾリア、クルート、ダンベリー、フリーポート、レイクジャクソン、マンベル、ペアランド、スウィーニー、ウェストコロンビアにあり、またブラゾリア郡歴史博物館も運営している。

## 交通
テキサス・ガルフコースト地域空港が郡内未編入領域にあり、郡内では唯一の公設空港である。
次の空港は民間の所有であり、一般客も利用できる
- フラインB空港
- スカイウェイ・メナー空港、ペアランド市
- ペアランド地域空港

最も近い定期商業便を利用できる空港はウィリアム・P・ホビー空港であり、隣接するハリス郡のヒューストン市南部にある。ヒューストン空港システムによれば、ハリス郡ヒューストン市にあるジョージ・ブッシュ・インターコンチネンタル空港の主要サービス範囲にブラゾリア郡が入っている。